# Câu lạc bộ bóng chuyền nữ Bát Nhất Thâm Quyến
Câu lạc bộ bóng chuyền nữ Bát Nhất, cụ thể là Câu lạc bộ bóng chuyền nữ diện nghiệp Khắc Minh Bát Nhất là một câu lạc bộ bóng chuyền chuyên nghiệp thi đấu tại Giải bóng chuyền Trung Quốc. Câu lạc bộ đóng quân tại Thâm Quyến, Quảng Đông. Đặc biệt, tất cả thành viên của câu lạc bộ đều là thành viên của Quân Giải phóng Nhân dân Trung Quốc.

## Danh sách

### 2016-2017
| Số | Tên             | Vị trí     | Chiều cao (m) | Ngày sinh  |
| 1  | Wang Yunlu      | Chủ công   | 1.93          | 20/05/1996 |
| 2  | Zhou Yujie      | Chuyền 2   | 1.81          | 13/10/1991 |
| 3  | Wang Xinyao     | Phụ công   | 1.90          | 25/07/1995 |
| 4  | Shi Peixin      | Chủ công   | 1.93          | 26/07/1996 |
| 5  | Lưu Yến Hàm     | Chủ công   | 1.95          | 19/01/1993 |
| 6  | Dương Quân Tinh | Phụ công   | 1.90          | 15/05/1989 |
| 7  | Shen Jingsi     | Chuyền 2   | 1.86          | 03/05/1989 |
| 8  | Liutao Xiaoyu   | Đối chuyền | 1.94          | 28/12/1996 |
| 9  | Chen Yao        | Phụ công   | 1.92          | 22/09/1988 |
| 10 | Zuo Ting        | Chủ công   | 1.84          | 03/02/1990 |
| 11 | Qi Lin          | Chuyền 2   | 1.85          | 25/05/1993 |
| 12 | Viên Tâm Nguyệt | Phụ công   | 2.01          | 21/12/1996 |
| 13 | Yan Kailun      | Phụ công   | 1.92          | 17/07/1995 |
| 14 | Yuan Weiyu      | Chủ công   | 1.83          | 25/03/1995 |
| 15 | Zhu Mengdi      | Chuyền 2   | 1.80          | 16/06/1995 |
| 16 | Wang Yan        | Phụ công   | 1.83          | 10/03/1988 |
| 17 | Huang Liuyan    | Libero     | 1.80          | 13/06/1994 |
| 18 | Wang Qi         | Chủ công   | 1.88          | 22/09/1993 |
| 19 | Liu Congcong    | Phụ công   | 1.90          | 08/12/1990 |
| 20 | Lin Yueming     | Libero     | 1.77          | 03/08/1998 |

### 2010-2011
| Số | Tên          | Vị trí              | Chiều cao(m) | Ngày sinh  |
| 1  | Liu Mingjuan | Chủ công            | 1.83         | 09/01/1992 |
| 2  | Zhou Yujie   | Chuyền 2            | 1.81         | 13/10/1991 |
| 3  | Liu Congcong | Phụ công            | 1.88         | 08/12/1990 |
| 4  | Zhu Linfen   | Đối chuyền          | 1.81         | 08/11/1989 |
| 5  | Liu Yanhan   | Chủ công            | 1.88         | /01/1993   |
| 7  | Shen Jingsi  | Chuyền 2            | 1.86         | 03/05/1989 |
| 8  | Fan Linlin   | Chủ công/Đối chuyền | 1.90         | 01/12/1991 |
| 9  | Chen Yao     | Phụ công            | 1.91         | 22/09/1988 |
| 11 | Bai Yun      | Chủ công/Đối chuyền | 1.86         | 02/07/1982 |
| 12 | Sun Xiaoqing | Chủ công            | 1.87         | 05/01/1985 |
| 13 | Yang Junjing | Phụ công            | 1.90         | 15/05/1990 |
| 14 | He Ruobing   | Phụ công            | 1.90         | 04/09/1993 |
| 16 | Wang Yan     | Phụ công            | 1.83         | 10/03/1988 |
| 17 | Wang Lin     | Libero              | 1.75         | 02/11/1986 |
| 18 | Liu Xiaojing | Đối chuyền          | 1.84         | 08/12/1985 |

### 2011-2012
| Số | Tên          | Vị trí              | Chiều cao(m) | Ngày sinh  |
| 1  | Liu Mingjuan | Chủ công            | 1.83         | 09/01/1992 |
| 2  | Zhou Yujie   | Chuyền 2            | 1.81         | 13/10/1991 |
| 3  | Liu Congcong | Phụ công            | 1.88         | 08/12/1990 |
| 4  | Zhu Linfen   | Đối chuyền          | 1.81         | 08/11/1989 |
| 5  | Liu Yanhan   | Chủ công            | 1.88         | 19/01/1993 |
| 6  | Yang Junjing | Phụ công            | 1.90         | 15/05/1990 |
| 7  | Shen Jingsi  | Chuyền 2            | 1.86         | 03/05/1989 |
| 8  | Fan Linlin   | Chủ công/Đối chuyền | 1.90         | 01/12/1991 |
| 9  | Chen Yao     | Phụ công            | 1.91         | 22/09/1988 |
| 10 | Zuo Ting     | Chủ công            | 1.84         | 03/02/1990 |
| 11 | Bai Yun      | Chủ công/Đối chuyền | 1.86         | 02/07/1982 |
| 12 | Sun Xiaoqing | Chủ công            | 1.87         | 05/01/1985 |
| 13 | Wang Qi      | Chủ công            | 1.84         | 22/09/1993 |
| 14 | Ye Shuting   | Đối chuyền          | 1.87         | 27/01/1991 |
| 15 | Liu Peixin   | Phụ công            | 1.92         | 20/04/1993 |
| 16 | Wang Yan     | Phụ công            | 1.83         | 10/03/1988 |
| 17 | Wang Lin     | Libero              | 1.75         | 02/11/1986 |
| 18 | Qi Lin       | Chuyền 2            | 1.85         | 25/05/1993 |

### 2013-2014
| Số | Tên          | Vị trí              | Chiều cao (m) | Ngày sinh  |
| 1  | Wang Yunlu   | Chủ công            | 1.92          | 20/05/1996 |
| 2  | Zhou Yujie   | Chuyền 2            | 1.81          | 13/10/1991 |
| 3  | Liu Congcong | Phụ công            | 1.90          | 08/12/1990 |
| 4  | Zhu Linfen   | Đối chuyền          | 1.81          | 08/11/1989 |
| 5  | Liu Yanhan   | Chủ công            | 1.95          | 19/01/1993 |
| 6  | Yang Junjing | Phụ công            | 1.90          | 15/05/1990 |
| 7  | Shen Jingsi  | Chuyền 2            | 1.86          | 03/05/1989 |
| 8  | Fan Linlin   | Chủ công/Đối chuyền | 1.90          | 01/12/1991 |
| 9  | Chen Yao     | Phụ công            | 1.91          | 22/09/1988 |
| 10 | Zuo Ting     | Chủ công            | 1.84          | 03/02/1990 |
| 11 | Qi Lin       | Chuyền 2            | 1.86          | 25/05/1993 |
| 12 | Liu Mingjun  | Chủ công            | 1.83          | 09/01/1992 |
| 14 | Ye Shuting   | Đối chuyền          | 1.87          | 27/01/1991 |
| 15 | Liu Peixin   | Phụ công            | 1.92          | 20/04/1993 |
| 16 | Wang Yan     | Phụ công            | 1.83          | 10/03/1988 |
| 17 | Huang Liuyan | Libero              | 1.80          | 13/06/1994 |
| 18 | Wang Qi      | Chủ công            | 1.90          | 22/09/1993 |

### 2014-2015
| Số | Tên             | Vị trí              | Chiều cao (m) | Ngày sinh  |
| 1  | Wang Yunlu      | Chủ công            | 1.92          | 20/05/1996 |
| 2  | Zhou Yujie      | Chuyền 2            | 1.81          | 13/10/1991 |
| 3  | Wang Xinyao     | Phụ công            | 1.90          | 25/07/1995 |
| 4  | Zhu Linfen      | Đối chuyền          | 1.81          | 08/11/1989 |
| 5  | Qi Lin          | Chuyền 2            | 1.86          | 25/05/1993 |
| 6  | Yang Junjing    | Phụ công            | 1.90          | 15/05/1990 |
| 7  | Shen Jingsi     | Chuyền 2            | 1.86          | 03/05/1989 |
| 8  | Fan Linlin      | Chủ công/Đối chuyền | 1.90          | 01/12/1991 |
| 9  | Chen Yao        | Phụ công            | 1.91          | 22/09/1988 |
| 10 | Zuo Ting        | Chủ công            | 1.84          | 03/02/1990 |
| 11 | Liu Yanhan      | Chủ công            | 1.95          | 19/01/1993 |
| 12 | Viên Tâm Nguyệt | Phụ công            | 1.99          | 21/12/1996 |
| 13 | He Ruobing      | Phụ công            | 1.90          | 04/09/1993 |
| 14 | Yuan Weiyu      | Chủ công            | 1.83          | 25/03/1995 |
| 15 | Liu Peixin      | Phụ công            | 1.92          | 20/04/1993 |
| 16 | Wang Yan        | Phụ công            | 1.83          | 10/03/1988 |
| 17 | Huang Liuyan    | Libero              | 1.80          | 13/06/1994 |
| 18 | Wang Qi         | Chủ công            | 1.90          | 22/09/1993 |
| 19 | Yuan Shuo       | Chuyền 2            | 1.84          | 02/03/1995 |
| 20 | Zhu Mengdi      | Chuyền 2            | 1.80          | 16/06/1995 |

### 2015-2016
| Số | Tên             | Vị trí              | Chiều cao (m) | Ngày sinh  |
| 1  | Wang Yunlu      | Chủ công            | 1.93          | 20/05/1996 |
| 2  | Zhou Yujie      | Chuyền 2            | 1.81          | 13/10/1991 |
| 3  | Wang Xinyao     | Phụ công            | 1.90          | 25/07/1995 |
| 4  | Zhu Linfen      | Đối chuyền          | 1.81          | 08/11/1989 |
| 5  | Liu Yanhan      | Chủ công            | 1.88          | 19/01/1993 |
| 6  | Yang Junjing    | Phụ công            | 1.90          | 15/05/1990 |
| 7  | Shen Jingsi     | Chuyền 2            | 1.86          | 03/05/1989 |
| 8  | Fan Linlin      | Chủ công/Đối chuyền | 1.90          | 01/12/1991 |
| 9  | Chen Yao        | Phụ công            | 1.92          | 22/09/1988 |
| 10 | Zuo Ting        | Chủ công            | 1.84          | 03/02/1990 |
| 11 | Qi Lin          | Chuyền 2            | 1.85          | 25/05/1993 |
| 12 | Viên Tâm Nguyệt | Phụ công            | 2.01          | 21/12/1996 |
| 13 | Yan Kailun      | Phụ công            | 1.92          | 17/07/1995 |
| 14 | Yuan Weiyu      | Chủ công            | 1.83          | 25/03/1995 |
| 15 | Zhu Mengdi      | Chuyền 2            | 1.80          | 16/06/1995 |
| 16 | Wang Yan        | Phụ công            | 1.83          | 10/03/1988 |
| 17 | Huang Liuyan    | Libero              | 1.80          | 13/06/1994 |
| 18 | Wang Qi         | Chủ công            | 1.88          | 22/09/1993 |
| 19 | Tian Yue        | Phụ công            | 1.87          | 15/09/1997 |
| 20 | Liu Congcong    | Phụ công            | 1.90          | 08/12/1990 |

## Cựu vận động viên
- Cui Yongmei
- Wu Yongmei
- Wang Lina
- Song Nina
- Zhao Ruirui
- Suo Ma
- Li Ying
- Bai Yun
- Wang Lin
- Sun Xiaoqing
- Ye Shuting
- Liu Congcong
- Fan Linlin
- Zhu Linfen

## Thành tích
Asian Women's Club Volleyball Championship
Á quân - 2004